# Akcja „Burza” w Okręgu Białystok Armii Krajowej

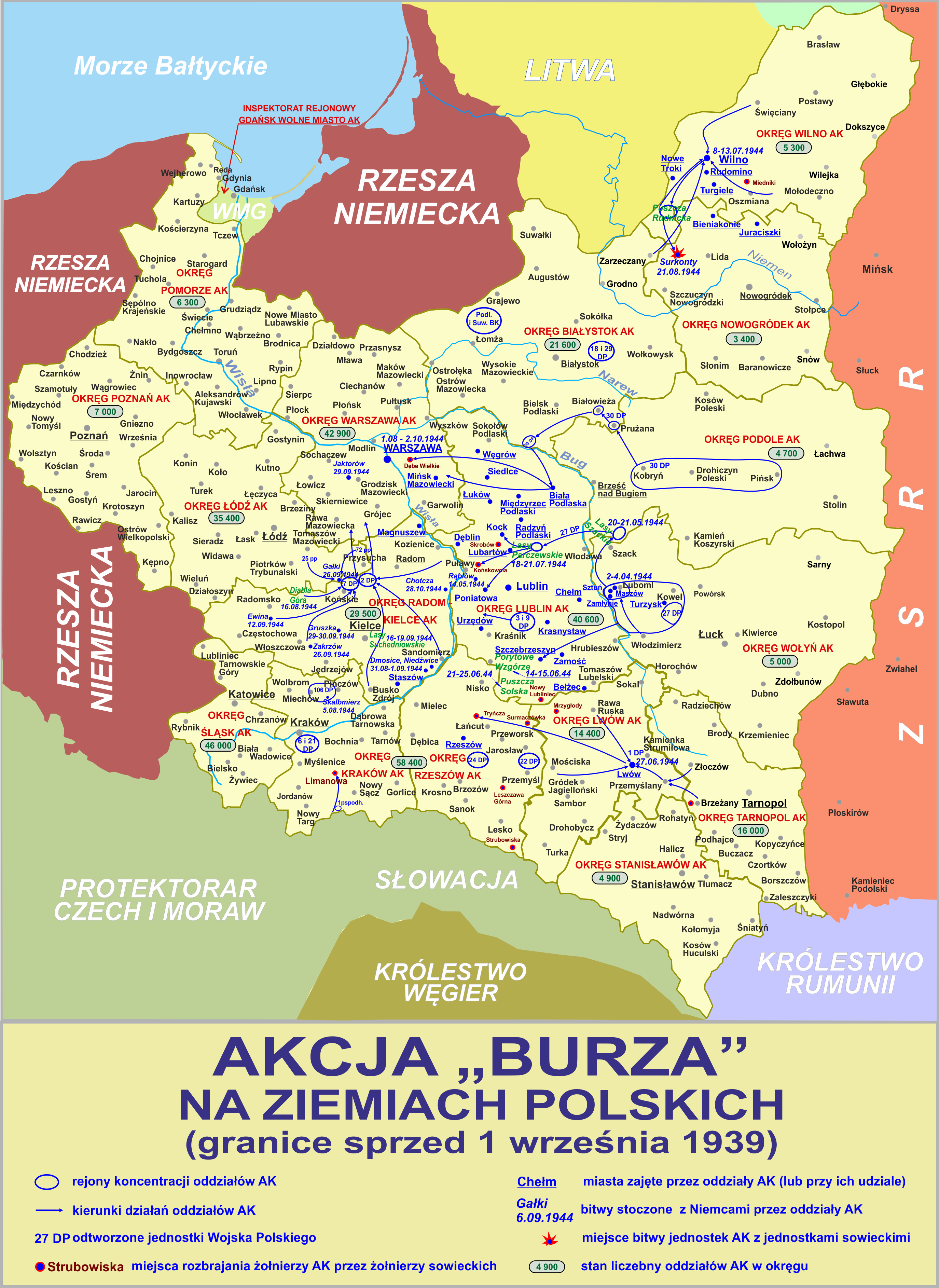

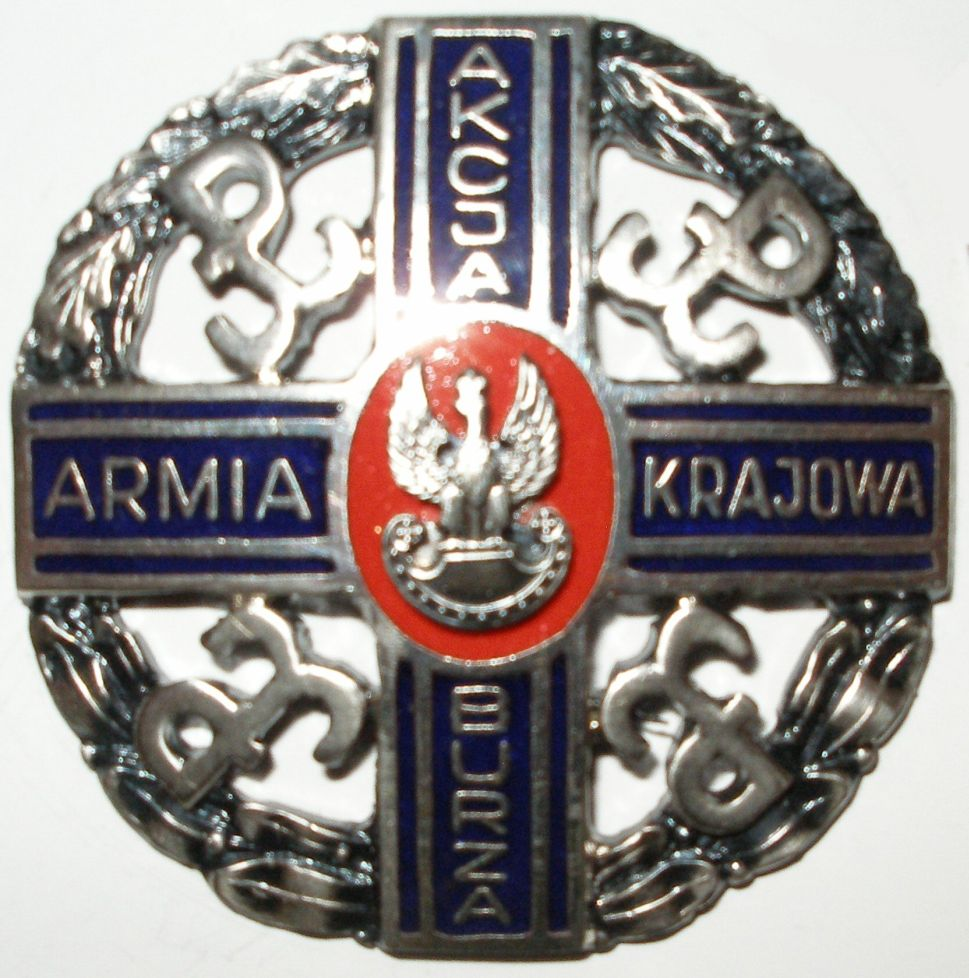
Odznaka AK przyznawana za udział w akcji „Burza”

Akcja „Burza” w Okręgu Białystok Armii Krajowej – część akcji wojskowej zorganizowanej i podjętej przez oddziały Armii Krajowej przeciw wojskom niemieckim w końcowej fazie okupacji niemieckiej, bezpośrednio przed wkroczeniem Armii Czerwonej, prowadzona w granicach II Rzeczypospolitej.
Akcja „Burza” w okręgu rozpoczęła się w drugiej połowie lipca 1944 i trwała do połowy września. Odtworzono 18 i 29 Dywizję Piechoty, oraz Suwalską i Podlaską Brygadę Kawalerii. Przeprowadzono ponad 200 różnego rodzaju akcji bojowych. Wzięło w niej udział ok. 6–7 tys. żołnierzy AK. Akcją kierował komendant Okręgu Białystok Armii Krajowej ppłk Władysław Liniarski „Mścisław”.

## Działania bojowe
Najwcześniej do działań przystąpiły leśne oddziały partyzanckie Inspektoratu Grodno.
Na drogach do Brzostowicy, Odelska, Kopciówki i Sokółki operowały pododdziały odtworzonego 81 Pułku Piechoty AK dowodzone m.in. przez por. Bolesława Wolskiego „Wierzynka”, chor. Kazimierza Kaszubowicza „Tadeusza” i chor. Edwarda Grygieńczy „Mikosa”. Zajęcie Grodna jednak było poza możliwościami oddziałów partyzanckich uzbrojonych jedynie w lekką broń. W obwodzie wołkowyskim rozbito kilka posterunków i oddziałów niemieckich.
Na przedpolach Białegostoku, z Puszczy Knyszyńskiej, działały pododdziały odtwarzanych: 42 pułku piechoty AK i 10 pułku ułanów AK. Dowodzili nimi m.in. ppor. Stefan Ejsmont – „Wir” i por. Jan Dziajma – „Grom”. Batalionem partyzanckim „Hańcza” dowodził kpt. Stanisław Gryga – „Szary”
W okolicach Brańska, Nurca i Hajnówki walczył 2 pułk ułanów AK. Niszczył odcinki linii kolejowej Hajnówka – Czeremcha oraz Bielsk Podlaski – Czeremcha. Partyzanci wysadzili też most między stacjami Nurzec i Czeremcha.
W rejonie Brańsk – Łapy – Ciechanowiec uaktywniły się pododdziały 76 pułku piechoty AK. Oddział partyzancki por. Romana Ostrowskiego – „Wichra” poniósł duże straty w walkach pod Bogutami, Nurem i Czyżewem.
W Puszczy Augustowskiej formowały się trzy pułki. Na południe od Kanału Augustowskiego do 30 lipca walczył 1 Pułk Ułanów Krechowieckich pod dowództwem por. Bronisława Jasińskiego „Komara” Pułk liczył ponad 300 partyzantów. Armii Krajowej podporządkowała się też kompania 11 białoruskiego batalionu policji.
Po drugiej stronie Kanału Augustowskiego odtwarzano 41 pułk piechoty AK i 3 pułk szwoleżerów AK. Oba pułki tworzyły zgrupowanie (ok. 700 ludzi) pod dowództwem mjr. Kazimierza Ptaszyńskiego – „Zaremby”.
Niemcy ogłosili stan zagrożenia dla Augustowa, obawiając się uderzenia partyzantów. Wykonano ponad 30 akcji zbrojnych, czterokrotnie wysadzano transporty wojskowe na trasie kolejowej Augustów-Grodno. Współpracowano też z wojskami Armii Czerwonej. Sowieckiej grupie wywiadowczej „Jasień” dostarczono plany umocnień w Prusach Wschodnich. 6 sierpnia oddział por. Stefana Koski – „Jastrzębia” (ok. 180 ludzi) i oddział mjr. „Zaremby” (124 ludzi) przedostały się na tereny zajęte przez Armię Czerwoną. Pozostałe oddziały rozformowały się. Wyjątek stanowił OP ppor. Juliana Wierzbickiego „Romana”; został rozbity 2 października 1944 pod Nowinką.
Na Czerwonym Bagnie koło Osowca ześrodkowano oddziały mające wejść w skład 9 Pułku Strzelców Konnych AK rotmistrza Wiktora Konopki „Groma”. W lipcu i sierpniu pułk walczył m.in. nad Kanałem Woźnawiejskim, w Sołkach, nad Kanałem Kapickim i Ławskim, w Kuligach, nad rzeką Jegrznia, na kolonii Dębiec, w Przechodach i Grzędach. W dniu 8 września po całodziennej walce pułk został rozbity. Zginął dowódca pułku rtm. Wiktor Konopko ps. „Grom”.
W Inspektoracie Łomża sformowano trzy bataliony 33 pułku piechoty AK. 1 batalion kpt. Józefa Siejaka „Saka” w rejonie Szczepankowa, 2 batalion kpt. Władysława Olszaka „Szareckiego” i 3 batalion kpt. Jana Sokołowskiego „Maja” działały po obu stronach Narwi i nad Biebrzą. 3 batalion, współdziałając z oddziałem sowieckim, walczył z Niemcami pod Sieburczynem. Oddziały partyzanckie, operując na drogach w rejonie Maliszewo – Chlebiotki utrudniały wycofywanie się nieprzyjacielowi w kierunku na most w Wiźnie.
Pododdziały 71 pułku piechoty stosowały zasadzki na drogach Zambrów – Łomża, Ostrów Mazowiecka – Zambrów – Białystok, Zambrów – Czyżew i Łomża – Ostrów Mazowiecka. 22 lipca pod Kołakami rozbito oddział niemiecki pędzący 2500 sztuk bydła. W trzy dni później pod Undami uwolniono 150 jeńców sowieckich.
5 pułk ułanów AK działał w obwodzie ostrołęckim. 20 sierpnia dokonał napadu na stanowiska baterii niemieckiej pod wsią Łabędy. Po demobilizacji w Puszczy Zielonej pozostał oddział por. Kazimierza Stefanowicza „Asa”. Współdziałał on z sowieckimi grupami wywiadowczymi.